# Łowczyk molucki
Łowczyk molucki, łowiec molucki (Todiramphus diops) – gatunek małego ptaka z rodziny zimorodkowatych (Alcedinidae). Jest endemitem północnych wysp archipelagu Moluków, administracyjnie należących do Indonezji (prowincja Moluki Północne). W Czerwonej księdze gatunków zagrożonych IUCN klasyfikowany jest jako gatunek najmniejszej troski (LC, Least Concern).

## Systematyka

Rycina dołączona do pierwszego opisu, przedstawiająca samicę

Pierwszego naukowego opisu gatunku dokonał holenderski zoolog Coenraad Jacob Temminck, nadając mu nazwę Alcedo diops. Opis ukazał się w 1824 roku w 46. zeszycie serii Nouveau recueil de planches coloriées d'oiseaux, pour servir de suite et de complément aux planches enluminées de Buffon. Autor jako miejsce typowe błędnie wskazał wyspy Ambon, Timor i Celebes, co skorygowano później na Ternate. Obecnie gatunek zaliczany jest do rodzaju Todiramphus. Nie wyróżnia się podgatunków; dawniej za jego podgatunek uznawany był łowczyk lazurowy. Zwyczajowo łowczyk molucki razem z następującymi gatunkami: łowczyk lazurowy, łowczyk białogrzbiety, łowczyk leśny, łowczyk różoworzytny i łowczyk białoszyi tworzy grupę gatunków.

### Etymologia
- Todiramphus: rodzaj Todus Brisson, 1760 (płaskodziobek); gr. ῥαμφος rhamphos „dziób”[11].
- diops: gr. δι- di- < gr. δυο duo – dwa, dwu; gr. ωπος ōpos – oko[12].

## Morfologia
Mały ptak o dużym, szerokim u nasady, czarnym dziobie, którego górna część jest nieco jaśniejsza, a dolna cała czarna. Nogi czarniawe, spody stóp żółte. Tęczówki ciemnobrązowe. Występuje niewielki dymorfizm płciowy. U samców góra głowy ciemnoniebieska, poniżej czarna, dosyć szeroka maska obejmująca nasadę dzioba, policzki, okolice oczu, uszy, rozciąga się wokół głowy zwężając z jej tyłu. Nad dziobem dwie duże, symetrycznie rozmieszczone białe plamy. Podgardle, gardło, szyja, kark, pierś, brzuch, boki i pokrywy podogonowe białe. Skrzydła niebieskie, ogon dość krótki, także niebieski. Grzbiet i zad jasnoniebieski. Samica ma ciemnoniebieski szeroki pasek na piersi, szeroką czarną maskę rozciągającą się na boki szyi i kark, nie ma białego kołnierza występującego u samców. U osobników młodocianych plamy nad dziobem są rude, przebarwienia w rudym kolorze na kołnierzu, piersi i bokach ciała.
Długość ciała 19 cm, masa ciała: samce 41–45 g, samice 42–65 g.

## Zasięg występowania
Łowczyk molucki występuje tylko na kilku północnych wyspach archipelagu Moluków: Morotai, Ngelengele, Halmahera, Ternate, Tidore, Moti, Bacan, Obilatu, Obi i Damar. Występuje głównie na terenach położonych do wysokości 700 m n.p.m. Jego zasięg występowania według szacunków organizacji BirdLife International obejmuje około 65,4 tys. km².

## Ekologia
Głównym habitatem łowczyka moluckiego są nizinne lasy tropikalne pierwotnego i wtórnego wzrostu oraz ich obrzeża. Występuje także w namorzynach, ogrodach, słabo zadrzewionych polach uprawnych i na plantacjach kokosów. Jest gatunkiem osiadłym. Długość pokolenia jest określana na 4,8 roku. Dieta tego gatunku nie jest dobrze poznana, stwierdzono tylko spożywanie owadów prostoskrzydłych (Orthoptera). Na terenach otwartych zdobyczy wypatruje najczęściej siedząc na gałęziach martwych drzew bądź drutach, na obrzeżach lasu przesiaduje głównie w dolnej połowie drzew.

### Rozmnażanie
Brak informacji.

## Status
W Czerwonej księdze gatunków zagrożonych IUCN łowczyk molucki jest klasyfikowany jako gatunek najmniejszej troski (LC, Least Concern). Liczebność populacji nie jest oszacowana, ptak ten jest opisywany jako rzadki lub pospolity. Ze względu na brak dowodów na spadki liczebności bądź istotne zagrożenia dla gatunku BirdLife International ocenia trend liczebności populacji jako prawdopodobnie stabilny.